# 鷹 (紋章學)
鷹（Hawk）在紋章學上通常象徵熱切追求目標，或代表行動派，也常出現在貴族、爵位、城市、軍隊等等紋章上。

## 含有鷹的纹章

### 古萊什之鷹
古萊什之鷹（Hawk of Quraish）是阿拉伯世界中常見的紋章，阿拉伯國家把古萊什之鷹作為國家象徵並出現在國旗或國徽中，也常見在一些州或組織中。

敘利亞的國徽，使用古萊什之鷹
哈比希茨瓦尔德市徽
哈布克恩市鎮徽
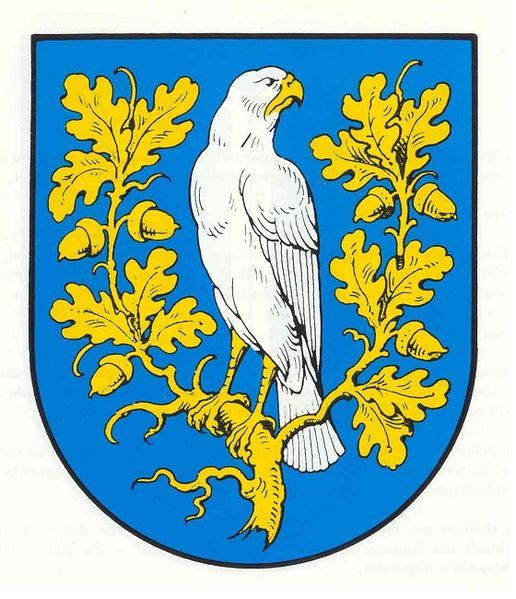
哈費爾澤區徽
亞速群島區徽
波蘭Jastrzębiec的紋章
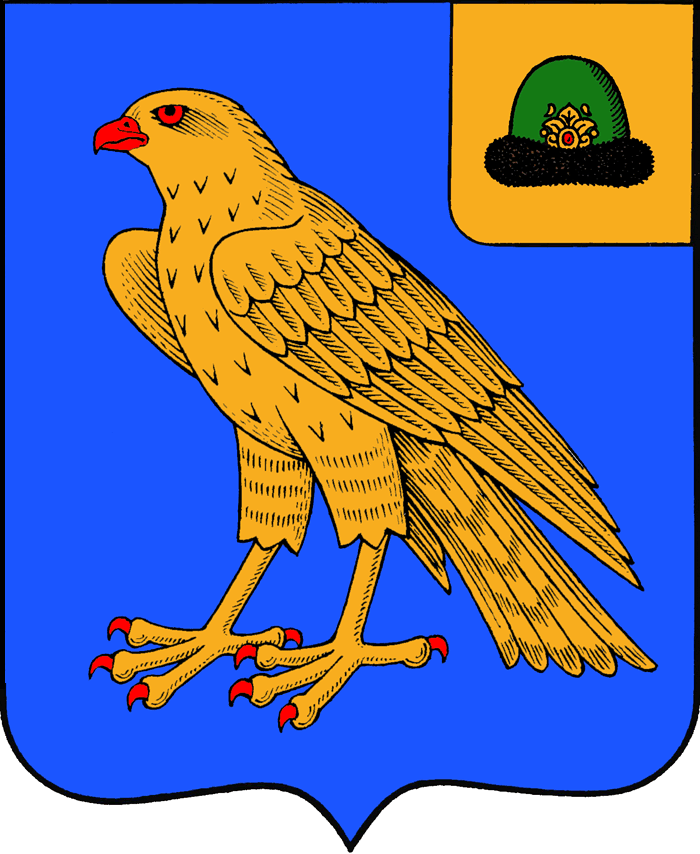
薩波若克的市徽